# Two Commerce Square
Two Commerce Square – budynek w Filadelfii w USA, zaprojektowany przez Pei Cobb Freed & Partners. Jego budowa zakończyła się w 1990 roku. Ma 172 metrów wysokości i 41 pięter. Jest wykorzystywany w celach biurowych. Został wykonany w stylu nowoczesnym.